# Kelvin Jack
Kelvin Kyron Jack, né le 29 avril 1976 à Arima sur l'île de Trinité, est un ancien footballeur trinidadien. Il jouait au poste de gardien de but avec l'équipe de Trinité et Tobago.

## Carrière

### En équipe nationale
Il a eu sa première cape en 1997. Il a disputé la Gold Cup (CONCACAF) de 2005.
Jack participe à la coupe du monde 2006 avec l'équipe de Trinité et Tobago.

## Palmarès
- 33 sélections avec l'équipe nationale entre 1997 et 2006